# Le Voyage des damnés
Pour plus de détails, voir Fiche technique et Distribution.
Le Voyage des damnés (Voyage of the Damned) est un film britannique réalisé par Stuart Rosenberg en 1976.

## Synopsis
Nous sommes en 1939, le paquebot SS Saint Louis, quitte Hambourg pour Cuba, avec à son bord 937 réfugiés juifs allemands qui fuient l'Allemagne nazie, mais le gouvernement cubain refuse de les recevoir, puis c'est au tour des États-Unis de les refuser. Ils sont contraints de retourner en Europe. Mais le commandant de bord reçoit une lettre signée de 200 passagers disant qu'ils sont prêts à se suicider s'il retournent en Allemagne.

## Fiche technique
- Titre français : Le Voyage des damnés
- Titre original : Voyage of the Damned
- Réalisation : Stuart Rosenberg
- Scénario : David Butler et Steve Shagan d'après le livre Voyage of the Damned de Gordon Thomas et Max Morgan Witts
- Musique : Lalo Schifrin
- Photographie : Billy Williams
- Costumes : Phyllis Dalton
- Montage : Tom Priestley
- Pays d'origine :  Royaume-Uni et  États-Unis
- Format : couleur
- Durée : 155 minutes
- Dates de sortie : 
  - USA: 22 décembre 1976
  - France : 2 mars 1977

## Distribution
| - Faye Dunaway (VF : Perrette Pradier) : Denise Kreisler - Oskar Werner : Professeur Egon Kreisler - Lee Grant (VF : Martine Messager) : Lili Rosen - Sam Wanamaker (VF : William Sabatier) : Carl Rosen - Lynne Frederick (VF : Catherine Lafond) : Anna Rosen - David de Keyser : Joseph Joseph - Della McDermott : Julia Strauss - Genevieve West : Sarah Strauss - Luther Adler (VF : Louis Arbessier) : Professeur Weiler - Wendy Hiller : Rebecca Weiler - Julie Harris (VF : Jeanine Freson) : Alice Fienchild - Nehemiah Persoff : M. Hauser - Maria Schell : Mme Hauser - Paul Koslo (VF : Philippe Ogouz) : Aaron Pozner - Jonathan Pryce : Joseph Manasse - Brian Gilbert : Laurenz Schulman - Georgina Hale : Lotte Schulman - Adele Strong : Mme Schulman - Milo Sperber : Le rabbin - Max von Sydow (VF : Michel Etcheverry) : Le capitaine Schroeder - Malcolm McDowell (VF : Dominique Collignon-Maurin) : Max Gunter - Helmut Griem (VF : Michel Creton) : Otto Schiendick - Keith Barron (VF : Dominique Paturel) : L'officier Mueller | - Anthony Higgins (VF : Yves-Marie Maurin) : Le matelot Berg - Ian Cullen : L'officier-radio Steinman - Donald Houston : Le docteur Glauner - David Daker (VF : Bernard Tiphaine) : Le premier officier - Constantine Gregory (en) (crédité Constantin de Goguel) : L'officier de navigation - Don Henderson : L'officier ingénieur - Ina Skriver : La chanteuse - Orson Welles (VF : Georges Aminel) : José Estedes - James Mason (VF : Raymond Loyer) : Le docteur Juan Remos - Katharine Ross : Mira Hauser - Victor Spinetti (VF : Dominique Paturel) : Le docteur Erich Strauss - Michael Constantine (VF : Henry Djanik) : Luis Clasing - José Ferrer (VF : Jean Topart) : Manuel Benitez - Ben Gazzara (VF : Jean-Claude Michel) : Morris Troper - Fernando Rey (VF : Jean-Henri Chambois) : Le président Bru - Bernard Hepton (VF : Daniel Crouet) : Milton Goldsmith - Günter Meisner (VF : Gabriel Cattand) : Robert Hoffman - Marika Rivera : 'Madame', au bordel à La Havane - Janet Suzman (VF : Nicole Favart) : Leni Strauss - Frederick Jaeger : Werner Mannheim - Denholm Elliott (VF : Pierre Hatet) : L'amiral Canaris - Leonard Rossiter (VF : Francis Lax) : Le commandant von Bonin - Philip Stone (VF : Jean Berger) : Le secrétaire du gouvernement belge - Carl Duering : L'ambassadeur allemand |